# Saice
El saice es una preparación típica de la gastronomía boliviana, junto con la ranga tarijeña son los dos platos más emblemáticos en Tarija.

## Características
El plato presenta un guiso a base de carne de res picada o molida, consomé de pata de res o chicha, papa, arveja, ají colorado, manteca o aceite, pimienta y sal a gusto, también de acompañamiento suele ir con una criolla.
El saice es un guiso de origen español, que se hizo popular en la década de 1930, ya que los soldados que se dirigían a la Guerra del Chaco, provenientes de todo el país, lo consumían en su paso por la ciudad de Tarija.
El julio de 2019 fue elegido como plato bandera del departamento de Tarija, aunque con muchos criterios debido a que el plato sufrió muchas distorsiones.